# Dominik Terzer
Dominik Terzer (* 19. September 1999) ist ein österreichischer Nordischer Kombinierer.
Seine ersten Wettkämpfe im Alpencup der Nordischen Kombination absolvierte Terzer ab 2014. Am 12. Feber 2017 debütierte er in Eisenerz im Continental Cup. Im Gundersen-Wettbewerb von der Normalschanze mit einer sich daran anschließenden Langlaufdistanz über zehn Kilometer erreichte er den 39. Platz. Am 6. Jänner 2018 erzielte er in Klingenthal als 26. seine erste Punktplatzierung und einige Tage später, am 21. Jänner 2018, im norwegischen Rena seinen ersten Sieg in dieser Wettbewerbsserie. Terzer nahm an den Nordischen Junioren-Skiweltmeisterschaften 2018 in Kandersteg teil. Dabei gewann er im Sprintwettbewerb die Silber- und im Teamwettkampf gemeinsam mit Johannes Lamparter, Florian Dagn und Mika Vermeulen die Goldmedaille. Im zweiten Gundersen-Wettbewerb wurde er Achter. Am 4. März 2018 gab er im finnischen Lahti sein Debüt im Weltcup. Am 17. März erreichte er in Klingenthal mit Platz 25 erstmals Punkte. Am Saisonende belegte er den 66. Rang im Gesamtweltcup. Im Continental Cup der Saison 2017/18 erzielte er den 33. Platz.
Terzer ist aktiver Sportler des Heeressportzentrums des Österreichischen Bundesheers und trainiert im Heeresleistungszentrum in Innsbruck. Als Heeressportler trägt er derzeit den Dienstgrad Gefreiter.
| Saison  | Platz | Punkte |
| ------- | ----- | ------ |
| 2017/18 | 66.   | 006    |

| Saison  | Platz | Punkte |
| ------- | ----- | ------ |
| 2017/18 | 33.   | 127    |